# Moscow Mule
Le Moscow mule est un cocktail à base de vodka, de bière de gingembre et de jus de citron vert, agrémenté d'une tranche ou d'un quartier de citron vert et d'un brin de menthe. Cette boisson est une sorte de buck et est parfois appelée « vodka buck ».
Il est généralement servi dans un mug en cuivre, qui reprend la température froide du liquide. Certains avis de santé publique recommandent de plaquer les chopes en cuivre avec du nickel ou de l'acier inoxydable à l'intérieur et sur le rebord, mais il n'est pas certain que le temps et l'acidité liés à la consommation d'un Moscow Mule suffisent à extraire les 30 milligrammes de cuivre par litre nécessaires pour provoquer une intoxication par le cuivre.

## Histoire
La boisson est décrite en 1930 dans le Savoy Cocktail Book. Dans un article retraçant l'origine de la boisson, George Sinclair cite le New York Herald Tribune : « La mule est née à Manhattan, mais elle est restée sur la côte ouest pendant un certain temps. Le « Little Moscow » est né à l'hôtel Chatham de New York. En 1941, le premier chargement de bière de gingembre Cock'n'Bull de Jack Morgan traverse les plaines pour faire une heureuse surprise aux New-Yorkais. Trois amis se trouvent dans le bar : John A. Morgan, dit Jack, président de Cock'n'Bull Products et propriétaire du restaurant homonyme ; John G. Martin, président de G.F. Heublein Brothers Inc. et Rudolph Kunett, président de Smirnoff, producteur de vodka. Martin et Kunett ne pensaient qu'à leur vodka et se demandaient ce qui se passait si un shot s'associait à la bière de gingembre de Morgan et à un citron pressé. On commande de la glace, on se procure des citrons, on apporte des chopes et on prépare la boisson. Les gobelets sont levés, les hommes comptent jusqu'à cinq et la première dégustation a lieu et fût appréciée. Quatre ou cinq jours plus tard, le mélange fut baptisé « Moscow mule »... ».
À la suite de l'invasion russe de l'Ukraine en février 2022, certains bars américains et canadiens appellent cette boisson le « Kyiv mule », en référence à la capitale ukrainienne, Kiev, en signe de protestation contre l'invasion,.

## Ingrédients
Les ingrédients du cocktail selon l'IBA.
- 4,5 cl de vodka
- 0,5 cl de jus de citron vert
- 12 cl de bière de gingembre
- 1 rondelle de citron vert

## Culture populaire
- L'épisode 8 de la saison 1 de la série télévisée américaine Orange Is the New Black s'intitule « Moscow Mule »
- L'épisode 6 de la saison 2 de la série télévisée américaine Better Call Saul où le cocktail est présent[6].
- L'épisode 9 de la saison 3 de la série télévisée américaine Fargo où le cocktail est mentionné.
- L'épisode 2 de la saison 1 de la série télévisée italienne Baby où le cocktail est présent et mentionné.
- Deux personnages de Dragon Ball Super se nomment Mosco et Mule en référence à ce cocktail.
- Au Canada, la marque de croustilles Kettle Brand en propose à la saveur de mule.
- La chanson Paradise d'Ofenbach y fait référence.
- Le chanteur porto-ricain, Bad Bunny, nomme une de ses chansons Moscow Mule, apparaissant sur l'album Un verano sin ti[7].
- L'épisode 4 de la saison 4 de la série télévisée française Dix pour cent où le cocktail est mentionné.
- L'épisode 3 de la saison 1 de la série télévisée australienne Les Nouvelles Enquêtes de Miss Fisher.
- Il s'agit du cocktail décrit par Jackie Welles qui portera ensuite son nom dans Cyberpunk 2077.